# Räddningsstation Falkenberg
Räddningsstation Falkenberg är en av Sjöräddningssällskapets räddningsstationer.
Räddningsstation Falkenberg ligger i Falkenbergs hamn. Den inrättades 1973 och har 13 frivilliga. 

## Räddningsfarkoster
- 12-14 Rescue Signe Wallenius, ett 11,8 meter långt räddningsfartyg av Victoriaklass, byggd 2001
- Rescue Falkenbergs Sparbank av Gunnel Larssonklass, byggd 2013

## Tidigare räddningsfarkoster
- 8- Rescue Pernilla, en 8,1 meter lång öppen räddningsbåt, byggd 1984